# Boscia foetida
Boscia foetida är en kaprisväxtart. Boscia foetida ingår i släktet Boscia och familjen kaprisväxter.

## Underarter
Arten delas in i följande underarter:
- B. f. filipes
- B. f. foetida
- B. f. longipedicellata
- B. f. matabelensis
- B. f. minima
- B. f. rehmanniana

## Bildgalleri

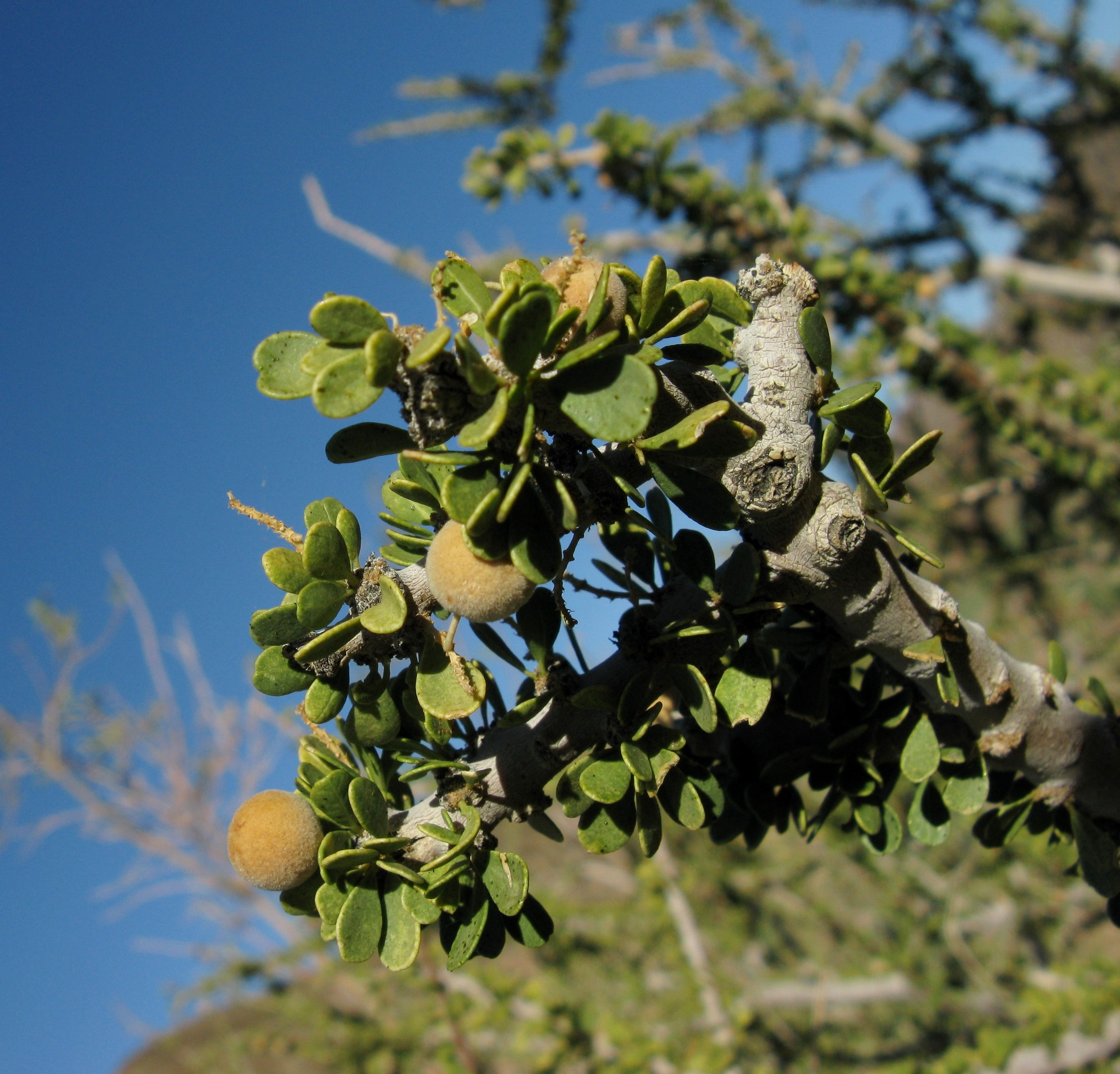
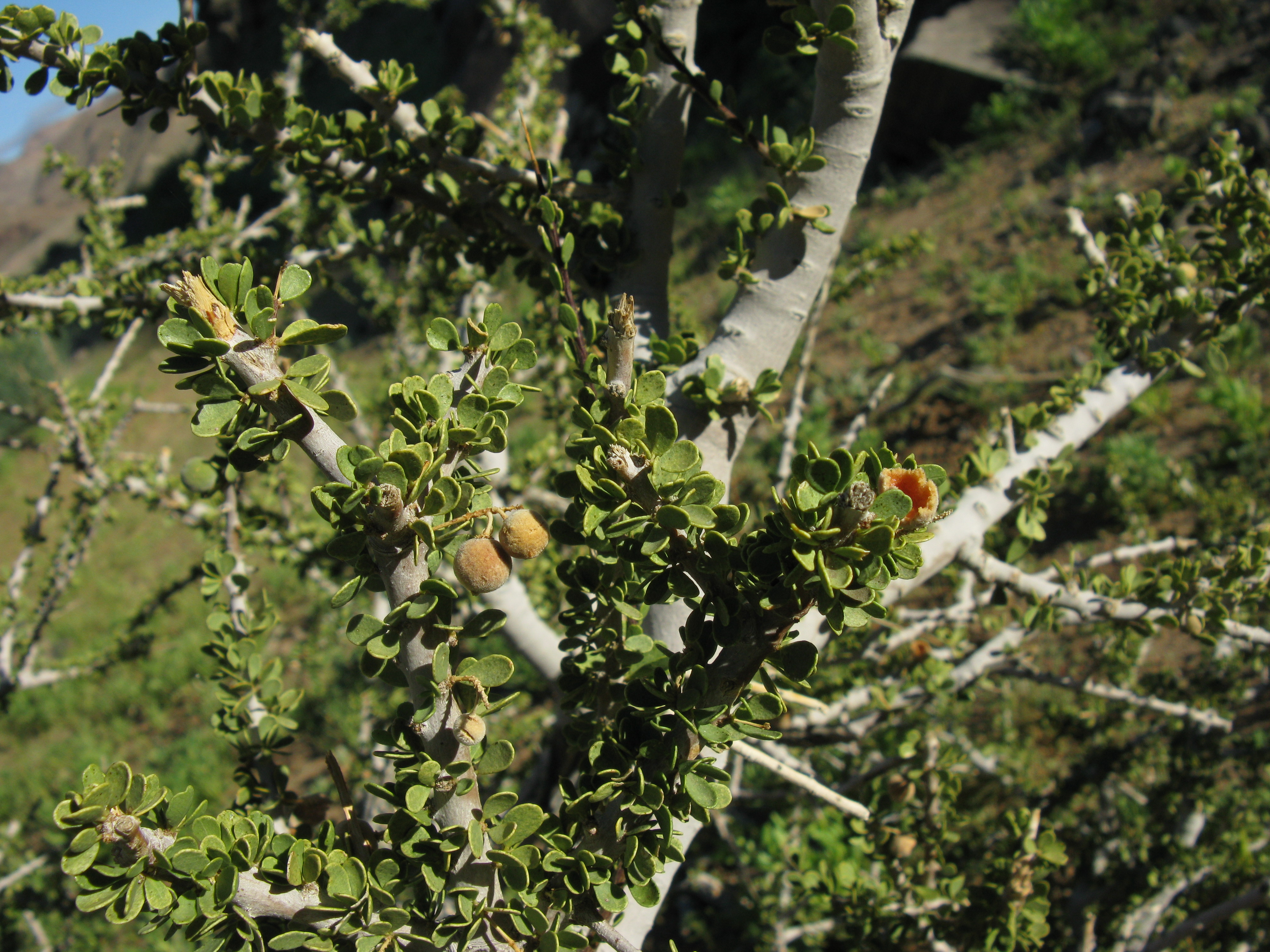
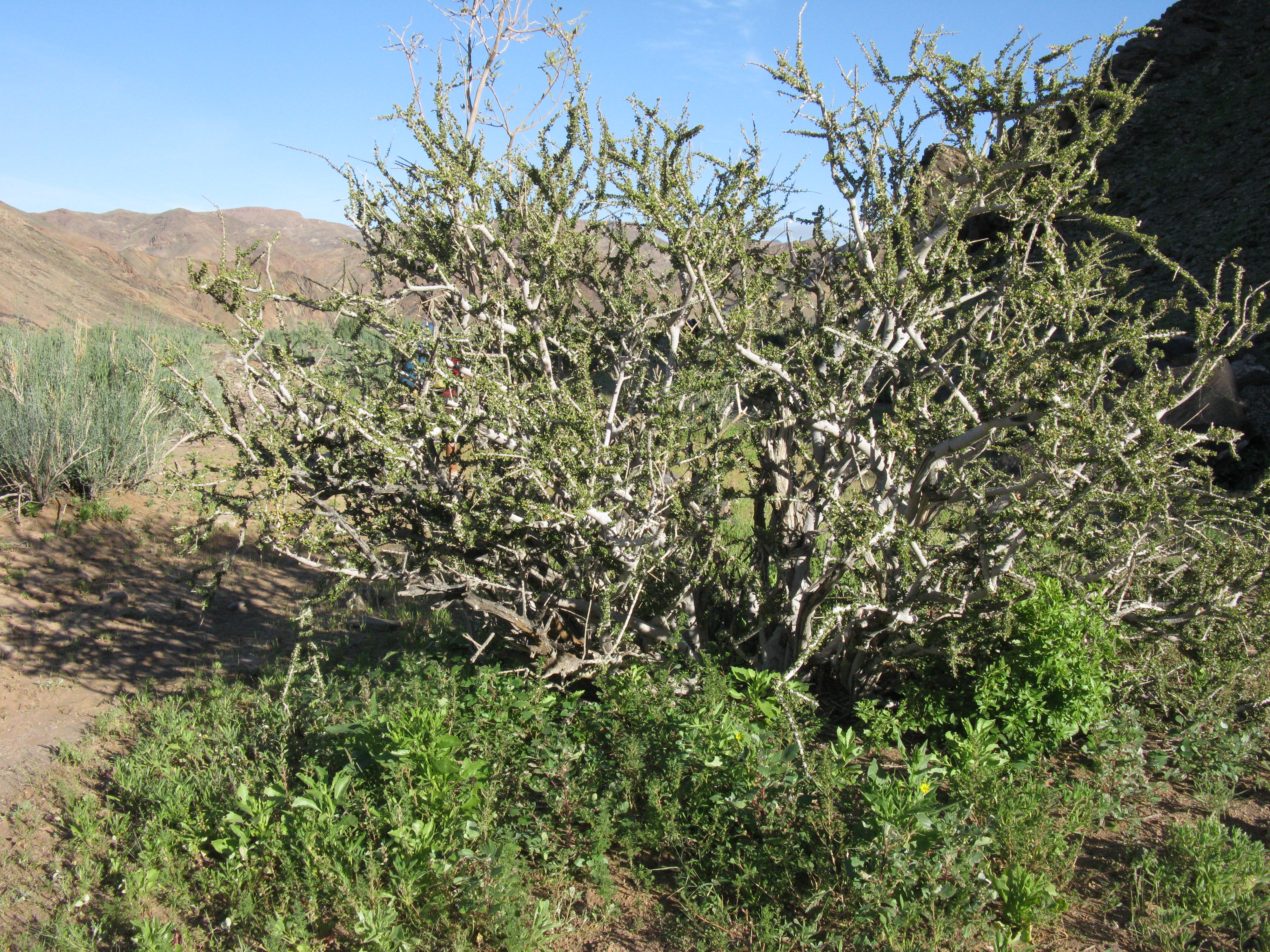
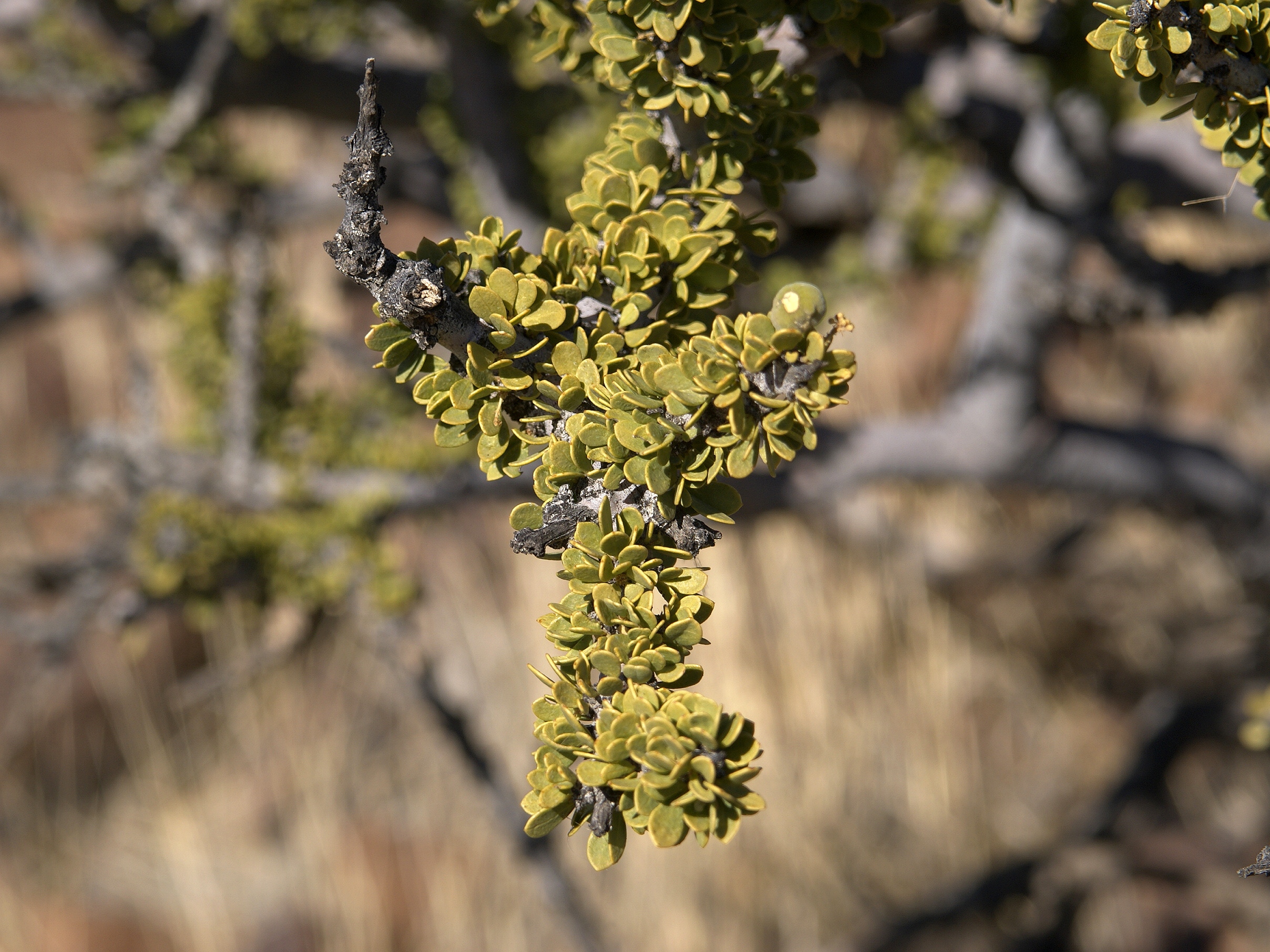